# Tour de California 2010
La 5.ª edición del Tour de California se disputó desde el 16 al 23 de mayo de 2010.
Integrado al calendario del UCI America Tour, en esta edición cambió la fecha de disputa, pasando a disputarse en mayo y no en febrero como en ediciones anteriores. Además, al recorrido se le eliminó el prólogo que se venía disputando y fueron 8 las etapas y casi 1.300 km con una contrarreloj individual de 33,6 km en la 7.ª etapa y dos llegadas en alto, una en la 3.ª y otra en la 6.ª.
El ganador fue el australiano Michael Rogers del HTC-Columbia que obtuvo el liderato gracias a bonificaciones, para confirmarlo en la contrarreloj.
En las demás clasificaciones, la revelación de la carrera, Peter Sagan se quedó con la clasificación por puntos y la sub-23 además de 2 etapas. Garmin-Transitions fue el ganador por equipos por apenas 2" sobre el RadioShack y la clasificación de la montaña fue para el neerlandés Thomas Rabou del Team Type 1.

## Equipos participantes
Siete equipos UCI ProTeam, dos Profesionales Continentales y siete Continentales fueron los 16 equipos participantes que integrados por 8 ciclistas cada uno formaron un pelotón de 128 al comienzo de la prueba, a la que al final arribaron 63.
| Equipo                               | Cód. UCI | Categoría               |
| ------------------------------------ | -------- | ----------------------- |
| Team RadioShack                      | RSH      | UCI ProTeam             |
| HTC-Columbia                         | THR      | UCI ProTeam             |
| Garmin-Transitions                   | GRM      | UCI ProTeam             |
| Liquigas-Doimo                       | LIQ      | UCI ProTeam             |
| Team Saxo Bank                       | SAX      | UCI ProTeam             |
| Rabobank                             | RAB      | UCI ProTeam             |
| Quick Step                           | QST      | UCI ProTeam             |
| BMC Racing Team                      | BMC      | Profesional Continental |
| Cervélo Test Team                    | CTT      | Profesional Continental |
| UnitedHealthcare presented by Maxxis | UHC      | Continental             |
| SpiderTech powered by Planet Energy  | CSM      | Continental             |
| Bissel                               | BPC      | Continental             |
| Team Type 1                          | TT1      | Continental             |
| Jelly Belly presented by Kenda       | JBC      | Continental             |
| Kelly Benefit Strategies             | KBS      | Continental             |
| Fly V Australia                      | VAU      | Continental             |

## Etapas
| Etapa | Fecha      | Recorrido                | Km         | Ganador           | Líder           |
| 1.ª   | 16 de mayo | Nevada City-Sacramento   | 167,8      | Mark Cavendish    | Mark Cavendish  |
| 2.ª   | 17 de mayo | Davis-Santa Rosa         | 176,2      | Brett Lancaster   | Brett Lancaster |
| 3.ª   | 18 de mayo | San Francisco-Santa Cruz | 182,9      | David Zabriskie   | David Zabriskie |
| 4.ª   | 19 de mayo | San José-Modesto         | 195,5      | Francesco Chicchi | David Zabriskie |
| 5.ª   | 20 de mayo | Visalia-Bakersfield      | 195,5      | Peter Sagan       | Michael Rogers  |
| 6.ª   | 21 de mayo | Pasadena-Big Bear Lake   | 213,7      | Peter Sagan       | Michael Rogers  |
| 7.ª   | 22 de mayo | Los Ángeles-Los Ángeles  | 33,6 (CRI) | Tony Martin       | Michael Rogers  |
| 8.ª   | 23 de mayo | Westlake-Agoura Hills    | 134,3      | Ryder Hesjedal    | Michael Rogers  |

## Desarrollo general
La competición estuvo marcada por las escasas diferencias que hubo entre los primeros de la clasificación general lo que llevó a que la contrarreloj de la penúltima etapa fuera la que decidiera el ganador final.
La primera etapa comenzó con un recorrido plano en el que el británico Mark Cavendish venció en sprint y fue el primer líder de la carrera, aunque solo por una etapa ya que en la 2.ª perdió más de 17 minutos. Un grupo de 27 ciclistas donde estaban los favoritos definió esa 2.ª etapa y el australiano Brett Lancaster del Cervélo se convirtió en el nuevo líder.
La 3.ª etapa tuvo llegada en alto. Bonny Doon fue el escenario donde 3 ciclistas se destacaron y llegaron en solitario, David Zabriskie, Michael Rogers y el campeón defensor Levi Leipheimer. Zabriskie logró vencer en el sprint a los otros 2 fugados para pasar a comandar la clasificación seguido de Rogers a 4" y Leipheimer a 6".
Un grupo de 30 ciclistas donde estaban los favoritos definieron la 5º etapa, en la que venció Peter Sagan. Michael Rogers finalizó 2º y gracias a la bonificación de 4", igualó el tiempo de Zabriskie y le arrebató el liderato de la carrera. Esta jornada también estuvo marcada por el abandono de Lance Armstrong tras sufrir una caída.
La sexta etapa fue una jornada con 7 altos, pero al final un grupo de 20 ciclistas definieron. Con un 3.er puesto de Rogers en el sprint final, la diferencia de Rogers sobre Zabriskie pasó a ser de 4", mientras que el ganador de la etapa Peter Sagan se colocó tercero a 9" y Leipheimer cuarto a 14"
Esos 4" sobre Zabriskie y 14" sobre Leipheimer, Michael Rogers los amplió en la contrarreloj al culminar 2º detrás de su compañero Tony Martin, a 9" y 25" con lo cual prácticamente sentenció la carrera. En la última etapa y a pesar de algunos intentos, Rogers resistió para transformarse en el primer extranjero en ganar el Tour de California.

## Clasificaciones finales

### Clasificación individual
| Posición | Ciclista        | Equipo                  | Tiempo      |
| -------- | --------------- | ----------------------- | ----------- |
|          | Michael Rogers  | HTC-Columbia            | 33h 08' 30" |
| 2.       | David Zabriskie | Garmin-Transitions      | + 9"        |
| 3.       | Levi Leipheimer | Team RadioShack         | + 25"       |
| 4.       | Chris Horner    | Team RadioShack         | + 1' 04"    |
| 5.       | Ryder Hesjedal  | Garmin-Transitions      | + 1' 08"    |
| 6.       | Jens Voigt      | Team Saxo Bank          | + 1' 44"    |
| 7.       | Rory Sutherland | UnitedHealthcare-Maxxis | + 1' 58"    |
| 8.       | Peter Sagan     | Liquigas-Doimo          | + 2' 06"    |
| 9.       | Janez Brajkovič | Team RadioShack         | + 2' 42"    |
| 10.      | Philip Zajicek  | Fly V Australia         | + 3' 21"    |

### Clasificación por puntos
| Posición | Ciclista        | Equipo             | Puntos |
| -------- | --------------- | ------------------ | ------ |
|          | Peter Sagan     | Liquigas-Doimo     | 49     |
| 2.       | Michael Rogers  | HTC-Columbia       | 41     |
| 3.       | David Zabriskie | Garmin-Transitions | 30     |

### Clasificación montaña
| Posición | Ciclista        | Equipo      | Puntos |
| -------- | --------------- | ----------- | ------ |
|          | Thomas Rabou    | Team Type 1 | 77     |
| 2.       | George Hincapie | BMC Racing  | 27     |
| 3.       | Davide Fattini  | Team Type 1 | 20     |

### Clasificación sub-23
| Posición | Ciclista           | Equipo             | Tiempo      |
| -------- | ------------------ | ------------------ | ----------- |
|          | Peter Sagan        | Liquigas-Doimo     | 33h 10' 36" |
| 2.       | Peter Stetina      | Garmin-Transitions | + 1' 51"    |
| 3.       | Tejay van Garderen | HTC-Columbia       | + 39' 36"   |

### Clasificación por equipos
| Posición | Equipo                               | Tiempo      |
| -------- | ------------------------------------ | ----------- |
|          | Garmin-Transitions                   | 99h 29' 17" |
| 2.       | Team RadioShack                      | + 2"        |
| 3.       | HTC-Columbia                         | + 6' 58"    |
| 4.       | UnitedHealthcare presented by Maxxis | + 38' 37"   |
| 5.       | Team Type 1                          | + 51' 37"   |